# Hans-Werner Mehlen
Hans-Werner Mehlen (* 22. April 1916 in Elmshorn; † 12. November 2009) war ein deutscher Generalleutnant der Luftwaffe der Bundeswehr.

## Leben
Mehlen, Sohn eines im August 1943 bei einem Bombenangriff getöteten Rechtspflegers, trat am 4. November 1937 als Offizieranwärter bei der II. Abteilung des Flak-Regiments 6 in Hamburg-Blankenese in die Luftwaffe der Wehrmacht ein. Bei Kriegsende war er Hauptmann und von Mai 1945 bis Oktober 1947 in britischer Kriegsgefangenschaft.
In der Nachkriegszeit war Mehlen Angestellter bei der Royal Air Force und studierte ohne Abschluss Rechtswissenschaften in Hamburg. Von Juni 1952 bis Oktober 1955 war er Angestellter im Amt Blank.
Am 1. November 1955 wurde Mehlen als Major in die Bundeswehr eingestellt. Von 1958 bis 1959 absolvierte er den 1. Generalstabslehrgang Luftwaffe an der Führungsakademie der Bundeswehr, wo er zum Offizier im Generalstabsdienst ausgebildet wurde. 1963 bis 1964 war er Regimentskommandeur des Flugabwehrraketenregiments 4 in Oldenburg und von 1966 bis 1969 Stabsabteilungsleiter III im Führungsstab der Luftwaffe. 1966 wurde er zum Brigadegeneral befördert. Ab August 1969 war er als Generalmajor Kommandeur der 5. Luftwaffendivision, die zum Ende seiner Amtszeit in 2. Luftwaffendivision umbenannt wurde. Anschließend war er, nun als Generalleutnant bis Ende September 1973 Stellvertreter des Inspekteurs der Luftwaffe und zugleich Chef des Stabes des Führungsstabes der Luftwaffe. Er wurde dann stellvertretender NATO-Befehlshaber der Alliierten Streitkräfte Ostseezugänge (BALTAP). Zum 30. September 1976 wurde er in den Ruhestand versetzt und übergab seine Dienstgeschäfte an Heinrich Schwiethal.

## Ehrungen
- 1973: Großes Verdienstkreuz des Verdienstordens der Bundesrepublik Deutschland
- 1976: Großes Verdienstkreuz mit Stern des Verdienstordens der Bundesrepublik Deutschland